# Erzhu Shilong
Pour les articles homonymes, voir Shilong (homonymie).
Erzhu Shilong (爾朱世隆) (Vers 500–532), prénom de courtoisie Rongzong (榮宗), était un officier de la dynastie chinoise Wei du Nord.
Il devint important après que son cousin Erzhu Rong (en) ait renversé l'impératrice douairière Hu, mère de l'Empereur  Xiaoming  (elle avait empoisonné l'Empereur) et fait  Xiaozhuang, Empereur. Plus tard, lorsque l'Empereur Xiaozhuang tua  Erzhu Rong in 530, Erzhu Shilong participa à la résistance qui déposa  Xiaozhuang, et ensuite controla le gouvernement sous le règne de l'Empereur Jiemin. Quand le général  Gao Huan, à son tour, se rebella en réaction contre la mort de l'empereur Xiaozhuang, les officiers de la capitale impériale Luoyang se rebellèrent contre les Erzhus et Erzhu Shilong fut exécuté sans avoir pu prendre la fuite de Luoyang.